# Благоєвське міське поселення
Благо́євське міське поселення (рос. Благоевское городское поселение) — муніципальне утворення у складі Удорського району Республіки Комі, Росія. Адміністративний центр — селище міського типу Благоєво.
2017 року до складу поселення була включена територія ліквідованого Йортомського сільського поселення (село Йортом, присілки Иб, Лязюв, Устьєво, Шиляєво).

## Населення
Населення — 2800 осіб (2017, 3030 у 2010, 3774 у 2002, 3097 у 1989).

## Склад
До складу поселення входять такі населені пункти:
| Населений пункт                | Населення, осіб (1989) | Населення, осіб (2002) | Населення, осіб (2010) |
| ------------------------------ | ---------------------- | ---------------------- | ---------------------- |
| Благоєво, селище міського типу | 1219                   | 2640                   | 2221                   |
| Вендінга, присілок             | 321                    | 216                    | 27                     |
| Иб, присілок                   | 54                     | 21                     | 7                      |
| Йортом, село                   | 619                    | 340                    | 244                    |
| Лязюв, присілок                | 20                     | 14                     | 9                      |
| Острово, присілок              | 9                      | 3                      | 4                      |
| Солнечний, селище              | 588                    | 366                    | 398                    |
| Усть-Вачерга, присілок         | 95                     | 87                     | 76                     |
| Устьєво, присілок              | 107                    | 39                     | 26                     |
| Шиляєво, присілок              | 65                     | 48                     | 18                     |